# Општина Доробанцу (Калараш)
Доробанцу (рум. Dorobanţu) општина је у Румунији у округу Калараш.
Oпштина се налази на надморској висини од 24 m.